# Saint-Évarzec
Saint-Évarzec är en kommun i departementet Finistère i regionen Bretagne i västra Frankrike. Kommunen ligger i kantonen Fouesnant som tillhör arrondissementet Quimper. År 2022 hade Saint-Évarzec 3 491 invånare.

## Befolkningsutveckling
Antalet invånare i kommunen Saint-Évarzec
Referens:INSEE